# Руководители Находки
Первое поселение в бухте Находка — военный гидрографический пост Сибирской флотилии с 1864 года возглавлял унтер-офицер Михаил Герасимов. В 1878—1873 гг. действовавшей на берегах бухты факторией руководил Гаральд Фуругельм. Первым председателем сельского совета деревни Американки в 1917—1919 гг. был Афанасий Быконя. С 1940 по 1950 год полномочия руководителя исполняли председатели поселкового совета. В период с 1991 по 1997 год должность руководители города носила название «главы администрации города», с 1997 по 2005 год — «мэр», с 2005 года по настоящее время — «глава Находкинского городского округа».
Руководитель города с 1996 года избирается населением на основе всеобщего равного и прямого избирательного права при тайном голосовании. Срок полномочий главы Находкинского городского округа с 2004 года составляет 5 лет.
Председатели Находкинского городского исполнительного комитета в 1950—1991 гг.:
| Гальчун Роман Андреевич      | : | 1950—1956 гг. |
| Дубовка Николай Иванович     | : | 1956—1963 гг. |
| Борисова Анна Филипповна     | : | 1963—1966 гг. |
| Павлов Владимир Иванович     | : | 1966—1971 гг. |
| Кусков Николай Афанасьевич   | : | 1971—1973 гг. |
| Романюк Вячеслав Андреевич   | : | 1973—1980 гг. |
| Буханцов Николай Дмитриевич  | : | 1980—1983 гг. |
| Ткачёв Алексей Александрович | : | 1983—1987 гг. |
Председатель Находкинского горисполкома, Глава администрации города Находки, мэр города Находки:
- Гнездилов Виктор Семёнович: 1987—2004 гг.

Глава Находкинского городского округа:
- Колядин Олег Геннадиевич: 2004 — 29 февраля 2016 года.
- Горелов Андрей Евгеньевич: 2016—2018.
- Гладких Борис Иннокентьевич: 2018—2020
- Магинский Тимур Владимирович: с июля 2020 года

Первые секретари Находкинского городского комитета КПСС:
- 1. Иванов Георгий Георгиевич (ноябрь 1945 – август 1947)
- 2. Швыдков Алексей Петрович (август 1947 – сентябрь 1950)
- 3. Анайкин Матвей Алексеевич (октябрь 1950 – январь 1952)
- 4. Спевак Владимир Валентинович (январь 1952 – октябрь 1954)
- 5. Барсуков, Константин Иванович (октябрь 1954 – февраль 1960)
- 6. Хромовских Николай Тимофеевич (февраль 1960 – август 1968)
- 7. Фоменко, Фёдор Петрович (сентябрь 1968 – февраль 1972)
- 8. Гайдамаченко, Евгений Петрович (март 1972 – ноябрь 1975)
- 9. Куксов, Николай Афанасьевич (ноябрь 1975 – ноябрь 1980)
- 10. Романюк, Вячеслав Андреевич (ноябрь 1980 – октябрь 1983)
- 11. Буханцов, Николай Дмитриевич (октябрь 1983 – январь 1985)
- 12. Катков, Геннадий Александрович (январь 1985 – февраль 1988)
- 13. Меринов, Юрий Николаевич (февраль 1988 – август 1991).